# Rhopalophora rugicollis hovorei
Rhopalophora rugicollis hovorei es una subespecie de escarabajo longicornio del género Rhopalophora, categorizada en la tribu Rhopalophorini, de la subfamilia Cerambycinae. Fue descrita por Giesbert & Chemsak en 1993.

## Descripción
Mide 6-8 mm de longitud.

## Distribución
Se distribuye por América del Norte: México.